# Каддафа
аль-Каддафа (араб. القذاذفـة‎) — небольшое арабское бедуинское племя в Ливии. Члены племени живут в районе Сирта, а также в Феццане, у города Себха, где и находятся часть старейшин племени.
Племя играло важную роль в революции 1 сентября 1969 года (революция аль-Фатех) и после неё, поскольку ливийский лидер, глава (фактически) Джамахирии, организатор революции Муаммар Каддафи был родом из этого племени.
Во время гражданской войны, племя аль-Каддафа воевало на стороне Каддафи и всячески поддерживало его. Из представителей данного племени комплектовалась авиация республики, что обусловило верность ВВС правительству Джамахирии.

## Известные выходцы
- Абдель Салам Али аль-Мизигви[2] — генеральный прокурор Ливии.
- Муаммар Каддафи[3] — глава (фактически) Ливийской джамахирии (1969—2011), Председатель Совета революционного командования Ливии (1969—1977), Премьер-министр и министр обороны Ливии (1970—1972), Генеральный секретарь Всеобщего Народного Конгресса (1977—1979). Убит в ходе Гражданской войны в Ливии (2011).
- Мусса Ибрагим — пресс-секретарь Каддафи.